# 立川連
立川 連（1877年12月18日—？），東京帝國大學畢業，為日本大正時代之台灣日治時期政府官員，曾任台灣總督府的商工課長。他於1921年奉令接替加福豐次擔任台灣台中州知事。管轄今台中市、台中縣、彰化縣、南投縣等區域。